# دهستان اسبوکلا
اسبوکلا، دهستانی است از توابع بخش مرکزی شهرستان بابل در استان مازندران ایران.

## جمعیت
براساس سرشماری سال ۱۳۸۵جمعیت آن ۱۶۳۱۹ نفر (۴۱۹۷ خانوار) بوده‌است.